# Trichardis katangaensis
Trichardis katangaensis är en tvåvingeart som beskrevs av H. Oldroyd 1970. Trichardis katangaensis ingår i släktet Trichardis och familjen rovflugor. Inga underarter finns listade i Catalogue of Life.